# Odesos Buttress
Odesos Buttress (englisch; bulgarisch рид Одесос rid Odessos) ist ein 1600 m hoher, vereister und gebirgskammähnlicher Berg in den südwestlichen Ausläufern des Detroit-Plateaus an der Nordenskjöld-Küste des Grahamlands auf der Antarktischen Halbinsel. Er ragt 4 km nordwestlich des Konstantin Buttress, 4 km ostnordöstlich des Molerov Spur und 4,15 km südlich des Gebirgspasses The Catwalk zwischen nach Südsüdwesten fließenden Nebengletschern des Drygalski-Gletschers auf. Seine markanten West- und Südosthänge sind teilweise unvereist.
Britische Wissenschaftler kartierten ihn 1978. Die bulgarische Kommission für Antarktische Geographische Namen benannte ihn 2013 nach der antiken Stadt Odessos im Nordosten Bulgariens.